# Mehmet Özal
Mehmet Özal (ur. 31 października 1978 roku w Ankarze) – turecki zapaśnik w stylu klasycznym. Dwukrotny olimpijczyk. Brązowy medalista z Aten 2004; ósmy w Pekinie 2008. Startował w kategorii 96 kg.
Do największych sukcesów Özala należą złoto (2002) i brąz (2001) na Mistrzostwach Świata, a także brązowe medale na igrzyskach śródziemnomorskich (2005) i Mistrzostwach Europy (2000). Czwarty w Pucharze Świata w 2001. Złoty medal igrzysk wojskowych w 2007 i na wojskowych mistrzostwach świata w 2000. Trzeci na uniwersyteckich mistrzostwach świata w 1998 i 2000 roku.